# Nourriture pour poissons d'aquarium
 (mai 2024).

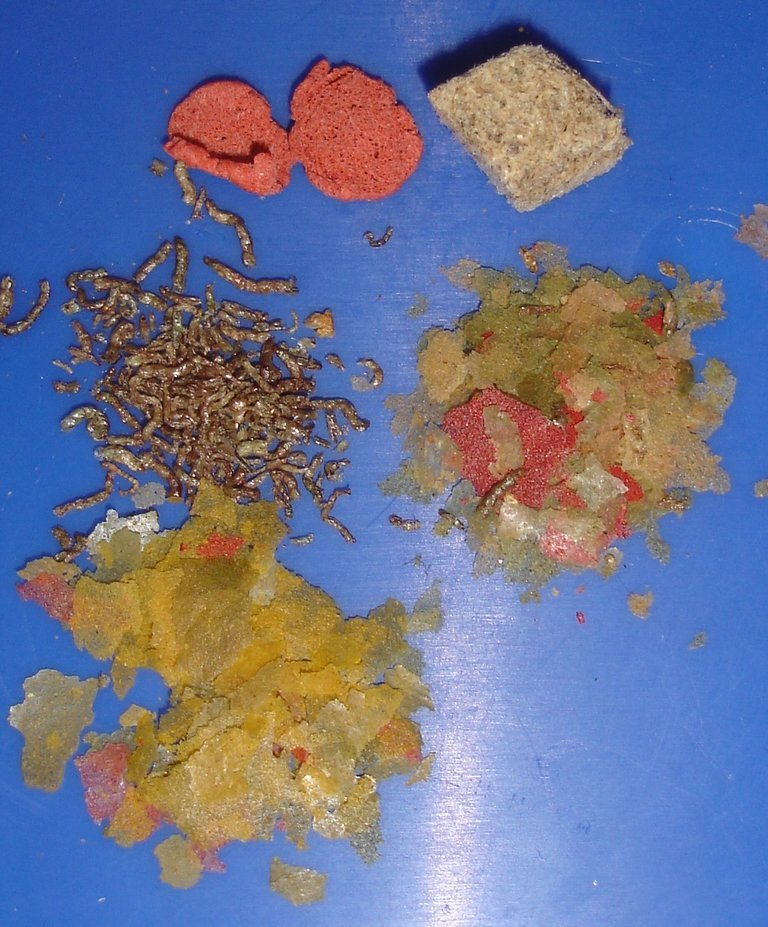
nourriture en flocon

Nourriture déshydratée et légère en forme de paillettes pour poissons d'aquarium.

## Utilisation des flocons
Les flocons sont à utiliser pour les poissons se nourrissant en surface comme le poisson rouge, le guppy et le platy, ou tout autre poisson ayant la bouche tournée vers le haut.
Les flocons doivent parfois être complétés d'autres aliments végétaux ou animaux comme les artemias ou les vers de vase. Les poissons rouges demandent des légumes bouillis en supplément de leurs flocons.

## La fabrication des flocons
Elle diffère selon qu'il s'agisse de poissons d'eau froide (poissons rouges) ou d'eau chaude (scalaires, guppys...). Les produits pour poissons exotiques contiennent un taux de protéines qui suralimenteraient les poissons rouges et engendreraient une pollution de leur aquarium dangereuse pour leur santé.
Les flocons sont composés de poissons, de blé, de légumes, de plancton, d'algues, de lécithine, de vitamines (carotène, vitamine C, etc.) et d'oligo-éléments essentiels.

## Les différents types de flocons
- Flocons pour poissons rouges
- Flocons pour poissons exotiques
- Flocons pour alevins
- Flocons pour les poissons d'étang
- Flocons spécial ponte

## Les grandes marques de flocons
- Tetra
- Vitakraft
- Sera
- JBL